# Averdon
Averdon település Franciaországban, Loir-et-Cher megyében. Lakosainak száma 677 fő (2022. január 1.). Averdon Champigny-en-Beauce, La Chapelle-Vendômoise, Conan, Fossé, Marolles, Maves, Mulsans és Villerbon községekkel határos.

## Népesség
A település népességének változása:
| Lakosok száma | 348  | 605  | 631  | 697  | 718  | 706  | 697  | 688  | 683  | 677  |
|               | 1968 | 1982 | 1990 | 2006 | 2013 | 2015 | 2017 | 2019 | 2020 | 2022 |